# افزونه سامانه شاهکار

## افزونه سامانه شاهکار
افزونه سامانه شاهکار یک افزونه وردپرس ایرانی است که برای ایجاد پنل کاربری حرفه‌ای و احراز هویت کاربران طراحی شده‌است. این افزونه با اتصال به شبکه احراز هویت کاربران (شاهکار)، امکان تطبیق کد ملی و شماره موبایل را فراهم می‌کند و برای سایت‌های فروشگاهی، خدماتی و عضویتی کاربرد دارد. افزونه شاهکار با بیش از ۳٬۰۰۰ نصب فعال و فروش بالا در بازار وردپرس ایران، به دلیل امکانات گسترده و پشتیبانی قوی، جایگاه ویژه‌ای در میان افزونه‌های پنل کاربری پیدا کرده‌است.</ref>

### تاریخچه
افزونه شاهکار در سال ۱۴۰۲ (۲۰۲۳ میلادی) توسط شرکت راست‌چین منتشر شد و به سرعت با به‌روزرسانی‌های منظم، ویژگی‌های جدیدی مانند ادغام با المنتور، سیستم چندزبانه و اتصال به سامانه‌های دولتی مانند امتا (برای دریافت اطلاعات هویتی کاربران) به آن اضافه شد. این افزونه به‌طور خاص برای پاسخ به نیازهای کاربران ایرانی طراحی شده و با تمرکز بر امنیت و تجربه کاربری، در سایت‌های مختلف از جمله فروشگاه‌های آنلاین و پلتفرم‌های خدماتی مورد استفاده قرار گرفته‌است.</ref>

### ویژگی‌ها
افزونه شاهکار امکانات متعددی ارائه می‌دهد که آن را به یک ابزار جامع برای مدیریت کاربران و بازاریابی تبدیل کرده‌است:</ref>
احراز هویت کاربران: اتصال به سامانه شاهکار برای تطبیق کد ملی و شماره موبایل، پشتیبانی از ورود با رمز یک‌بارمصرف (OTP) از طریق پیامک یا ایمیل، و تأیید دو مرحله‌ای با گوگل آتنتیکیتور.</ref></ref>
پنل کاربری و سفارشی‌سازی: سازگاری با المنتور برای طراحی صفحات بدون نیاز به کدنویسی، منوی موبایل، و امکان افزودن صفحات سفارشی با شورت‌کد.</ref>
سیستم تیکتینگ: پشتیبانی از ارسال پیام متنی، صوتی و تصویری مشابه تلگرام، پاسخ‌دهی خودکار با هوش مصنوعی قابل آموزش، و اعلان‌های پیامکی یا ایمیلی.</ref>
ابزارهای بازاریابی: سیستم کش‌بک، چرخ شانس، بازیابی سبد خرید رها شده با اعلان‌های تخفیفی، و بازاریابی ایمیلی با افزونه‌های سازگار مانند میل‌استار.</ref>
مدیریت مالی: کیف پول برای شارژ از طریق درگاه بانکی، امکان خرید قسطی، و سیستم پاداش دعوت دوستان.</ref>
سایر ویژگی‌ها: پشتیبانی از اپلیکیشن PWA، فایروال نرم‌افزاری برای جلوگیری از حملات سایبری، و ادغام با پنل‌های پیامکی مانند ملی پیامک و فراز اس‌ام‌اس.</ref>
این افزونه با نسخه‌های ۷٫۴ و بالاتر PHP سازگار است و با ووکامرس برای مدیریت سفارشات ادغام می‌شود.

### مزایا
افزونه شاهکار با ارائه احراز هویت امن از طریق سامانه شاهکار، خطر جرایم سایبری مانند فیشینگ را کاهش می‌دهد.</ref></ref>

### کاربردها
این افزونه برای سایت‌های فروشگاهی مبتنی بر ووکامرس، پلتفرم‌های عضویتی، و وب‌سایت‌های خدماتی مناسب است. قابلیت‌هایی مانند ردیابی سفارشات، مدیریت آدرس‌ها، و ادغام با سامانه‌های دولتی مانند سامانه سجام، آن را به ابزاری کاربردی برای کسب‌وکارهای آنلاین تبدیل کرده‌است.</ref>